# Naupoda metallica
Naupoda metallica är en tvåvingeart som beskrevs av Günther Enderlein 1924. Naupoda metallica ingår i släktet Naupoda och familjen bredmunsflugor.
Artens utbredningsområde är Madagaskar. Inga underarter finns listade i Catalogue of Life.